# سید عبدالرحیم اصفهانی
سید رحیم اصفهانی در سال ۱۲۳۲ خورشیدی در اصفهان به دنیا آمد و در کتابهای گوناگون پیرامون آواز و موسیقی در عصر قاجار نام این استاد درویش مسلک به عنوان یکی از استادان نامدار و تأثیرگذار نام برده شده‌است
سید رحیم به قول معاصران خود، اشعاری بسیار از حفظ داشت و در مناسب خوانی دارای ذوق و سلیقه بی‌همتا بود و تا شعر را در پیش استادان تصحیح نمی‌کرد هیچ‌کجا نمی‌خواند و اعتقاد داشت که خواننده باید مناسب هر وضع و هر مقام بهترین اشعار را از برداشته و خود اهل شعر و شاعری بوده یا با شاعری نکته سنج، پیوسته ارتباط داشته باشد.
از ویژگیهای هنری «سید رحیم»، می‌توان به استفاده بردن از هنر آواز در کاربردهای گوناگون از جمله «آواز همراه با موسیقی»، مداحی، قرائت قرآن، آواز زورخانه‌ای و غیره اشاره کرد. سید رحیم در کنار نایب اسدالله نی‌زن چیره‌دست، قطعاتی بسیار در محافل آنزمان اجرا کرد که یادگارهای متعددی از آن دوره بر جای مانده‌است.
از شاگردان برجسته آواز این استاد می‌توان به تاج اصفهانی، اسماعیل ادیب خوانساری، حبیب شاطر حاجی، حسین طاهرزاده، سید محمد طاهرزاده و از نوازندگان می‌توان به اکبرخان حسین آقا پسر شعبان خان (پدر جلیل شهناز)" اشاره کرد.
آیین بزرگداشت وی پس از هفتاد سال انزوا و غربت توسط عده ای از دوستدارانش مورخ دی ماه ۱۳۸۴ برگزار شد